# الدوري الأوروغواياني لكرة القدم 1923
الدوري الأوروغواياني لكرة القدم 1923 (بالإسبانية: Campeonato Uruguayo de Primera División 1923)‏ هو الموسم 23 من الدوري الأوروغواياني لكرة القدم. أشرف على تنظيمه اتحاد أوروغواي لكرة القدم، وكان عدد الأندية المشاركة فيه 12، وفاز فيه ناسيونال مونتيفيديو.